# Koray Kırcı
Koray Kırcı (* 17. August 1998) ist ein türkischer Tennisspieler.

## Karriere
Kırcı spielte 2015 sein erstes Profiturnier und tritt seitdem fast ausschließlich bei Turnieren in seinem Heimatland, der Türkei, an. Bis 2017 spielte er dabei nur auf der drittklassigen ITF Future Tour und gewann bis Ende des Jahres nur fünf Matches. In Istanbul und Izmir nahm er außerdem an der Qualifikation eines Challengers teil, der höherdotierten Turnierkategorie. Das Jahr konnte er sich erstmals in der Weltrangliste platzieren. 2018 bekam er für die Einzel-Qualifikation sowie das Doppelfeld der Antalya Open eine Wildcard. Sowohl im Einzel als auch im Doppel, mit Ergi Kırkın, war er chancenlos. Im Juli stand er im Einzel mit Rang 868 und im Doppel mit Rang 998 erstmals in den Top 1000 der Welt.